# Casa dell'Imperatore
La casa dell'Imperatore riuniva ufficiali, servitori e personale civile al servizio privato e domestico dell'Imperatore Napoleone I. Dimostrazione della sua indipendenza e della sicurezza del suo potere, questa istituzione organizzava intorno a sé la vita della corte, dalla vita quotidiana nei palazzi ai grandi eventi del regno, si occupava del rispetto dell'etichetta e gestiva il dominio della corona. Vero "Stato nello Stato", costituirà attorno a Napoleone, per tutto il suo regno, un muro d'oro finale, come per esempio nel 1814 quando marescialli e ministri fallirono in questo intento. 
Si ispira alla casa del Re che esisteva sotto l'Antico Regime fino al 1792. Così, Napoleone ricreò la casa dei paggi, la grande cappellania e la venerìa, attività monarchiche per eccellenza che aggiunsero splendore al suo regno, sebbene per sua stessa ammissione non avesse alcun interesse per la religione e nessun talento per la caccia. 

## I grandi ufficiali civili della Corona
Per gestire la sua casa, Napoleone nominò sei grandi ufficiali civili della Corona che per lo più lo accompagnarono dall'inizio alla fine: 
- il Gran maresciallo di palazzo, responsabile della sicurezza dell'Imperatore, delle cucine, della sistemazione e della manutenzione dei palazzi. A ricoprire tale carica furono il generale Michel Duroc dal 1804 fino alla sua morte nel 1813, successivamente il generale Henri Gatien Bertrand;
- il Grande scudiero, il generale Armand de Caulaincourt, responsabile della sicurezza dell'Imperatore, dell'organizzazione dei suoi viaggi e delle sue scuderie;
- il Gran ciambellano, che assicurava il servizio in camera, sovrintendeva alle biblioteche, alla musica e agli spettacoli artistici dell'Imperatore. Fu Talleyrand dal 1804 al 1809. Dopo l'allontanamento di questo nel 1809, fu Pierre de Montesquiou-Fezensac ad assumere l'incarico;
- il Gran cacciatore, il maresciallo Louis-Alexandre Berthier, incaricato di organizzare le cacce imperiali;
- il Gran cappellano, il cardinale Joseph Fesch, incaricato del servizio di culto;
- il Gran maestro delle cerimonie, Louis-Philippe de Ségur, responsabile dell'organizzazione dei grandi eventi del regno.

Questi grandi ufficiali dell'Impero avevano lo stesso grado di precedenza dei marescialli dell'Impero e dei colonnelli ed ispettori generali della Grand Armée. 

## Organizzazione della casa
La casa dell'Imperatore era amministrata da un Consiglio composto dai grandi ufficiali civili della Corona, dai ministri dello Stato, dall'intendente generale della casa e dal tesoriere generale della Corona.
Ciascuno dei sei dipartimenti della casa era posto sotto l'autorità di un grande ufficiale civile della Corona. Ogni servizio aveva il suo personale ed un'organizzazione strutturata.

### Il gabinetto dell'Imperatore
Lo studio privato dell'Imperatore era organizzato attorno al barone Claude-François de Méneval, segretario del portafoglio e suo collaboratore intimo. Questo gabinetto comprendeva in particolare il barone Édouard Mounier, segretario, barone Agathon Jean-François Fain, responsabile degli archivi presso la Segreteria di Stato, François Le Lorgne d'Ideville, interprete dell'Imperatore, e Jacques-Louis David, il primo pittore della Corona. 
Durante una campagna militare, il gabinetto dell'Imperatore era sostenuto da un ufficio topografico, incaricato, sotto l'egida del generale Louis-Albert Bacler d'Albe, di preparare le mappe, di rappresentare i movimenti delle truppe e di raccogliere informazioni segrete sui nemici. 

### Il servizio di palazzo
Il Gran maresciallo di palazzo, con un organico di 470 persone nel 1812, occupò un ruolo cruciale presso l'Imperatore. Risiedeva permanentemente con Napoleone. In caso di assenza, veniva sostituito dal suo assistente, Jean-Baptiste-Charles Legendre de Luçay, primo prefetto, o dal governatore di palazzo interessato. 
Garantiva la stretta sicurezza dell'Imperatore e della famiglia imperiale e delle loro proprietà nei palazzi imperiali. Era responsabile del mantenimento delle residenze imperiali e dei loro arredi. Assegnava l'alloggio ai membri della corte, agli ospiti e ai dipendenti della casa e supervisionava le cucine. Mobilio, biancheria, argenteria, porcellana, cristalleria, pulizia, illuminazione o riscaldamento erano sempre sotto la responsabilità del gran maresciallo. 
Ogni palazzo imperiale era diretto e gestito da un governatore, assistito da un vice governatore. Alcuni generali famosi, come il maresciallo Louis-Gabriel Suchet o i generali Jean-Joseph Dessolles, Charles-Étienne Gudin, Louis-Henri Loison e Louis Klein assunsero le funzioni di governatore. 
Un aiutante di campo comandava le guardie responsabili di garantire la sicurezza e controllare gli ingressi e le uscite dei palazzi.  Quando l'Imperatore era presente, la protezione dell'edificio era rafforzata da un battaglione della Guardia Imperiale e da un distaccamento della gendarmeria a cavallo. Nessuno, per esempio, aveva la possibilità di entrare nel parco del palazzo senza preavviso del gran maresciallo. Sotto gli ordini del governatore, comparivano anche concierges, facchini e valletti, spesso ex soldati, che partecipavano in altri modi alla sicurezza dei palazzi imperiali e riportavano fatti e gesti delle persone che vi soggiornavano. 
Quando l'Imperatore era presente, un prefetto di palazzo (ve ne erano due in totale al servizio del grande maresciallo) gestiva i domestici, visitava quotidianamente cucine, cantine, dispensa e magazzini per assicurarsi che tutto fosse pulito, prendeva ordini, direttive e desideri dell'Imperatore per la giornata, assisteva nell'ordine dell'intendente generale e degli inventari della casa e dirigeva con il maggiordomo il servizio della tavola secondo le indicazioni dell'etichetta. 
Per l'alloggio, il grande maresciallo è assistito da due marescialli di casa e quattro furieri . Si trattava tanto di organizzare la sistemazione degli ufficiali e del personale della casa per la notte, quanto quella dell'Imperatore nei palazzi imperiali o in dislocamento, in un castello, in una casa o in una tenda. Se spesso Napoleone, durante una campagna, viaggiava senza sfarzo o cerimonie, resta il fatto che tra i quaranta e i cinquanta impiegati del gran maresciallo (compresi venti camerieri) lo seguivano permanentemente nei suoi viaggi, provvedendo quotidianamente al vitto, all'alloggio e al servizio. 

### Il servizio di camera
Il grand ciambellano era assistito da un primo ciambellano, maestro del guardaroba, il conte Auguste Laurent de Rémusat e supervisionava sessanta ciambellani comuni. Il servizio del gran ciambellano comprendeva anche un direttore della musica, un direttore dei teatri di corte, un sovrintendente di spettacoli, un disegnatore, un compositore di musica da camera e diversi bibliotecari. 

### Le scuderie
Il servizio del grande scudiero, il generale Armand de Caulaincourt, comprendeva un primo scudiero, il generale Nansouty, grande ufficiale di cavalleria del Primo Impero e una dozzina di scudieri. Tra il 1807 e il 1811, quando Caulaincourt fu nominato ambasciatore dell'Imperatore in Russia, fu Nansouty a ricoprire la carica di grande scudiero. 
Il grande scudiero era responsabile dell'agenda del sovrano, dell'organizzazione dei suoi viaggi e della sua sicurezza, sia nei viaggi che nei bivacchi di campagna. A parte vitto e alloggio, tutto ciò che riguardava gli spostamenti dell'Imperatore era sotto la sua autorità. In particolare l'indicazione di uomini, macchine e cavalli. 
Come il gran maresciallo di palazzo, il grande scudiero accompagna costantemente Napoleone. Manteneva le armi dell'Imperatore, lo seguiva da vicino a piedi o a cavallo e lo aiutava ad attraversare i ripidi passaggi. Aiutava l'Imperatore a cavalcare il suo cavallo e gli consegnava la sua frusta e le sue redini. 
Il grande scudiero comandava le scuderie di Saint-Cloud e sorvegliava i corrieri, le staffette e le spedizioni dalla casa dell'Imperatore. 
Infine, supervisionava, coadiuvato da un governatore e da insegnanti, l'educazione dei trenta paggi assegnati al servizio dell'Imperatore. 

### Il gran cacciatore
Il servizio del gran cacciatore comprende un comandante delle cacce e due o tre luogotenenti delle cacce, un capitano delle cacce al tiro, un tenente delle cacce al tiro e un detentore di harquebus dell'Imperatore, le pagine delle cacce e dei curatori - amministratori delle foreste e dei boschi della Corona. 

### Il gran cappellano
Il gran cappellano dell'Imperatore era assistito da un primo cappellano, un vicario generale e un maestro delle cerimonie della cappella. Ad integrare l'organico vi erano i cappellani ordinari, che erano per lo più vescovi senza incarico effettivo perché privati della loro diocesi in seguito al Concordato del 1801. Di fatto esercitò alcune funzioni che durante il periodo precedente la rivoluzione erano state del Grande elemosiniere di Francia.

### Il protocollo
Il protocollo includeva, sotto l'autorità di un gran maestro, i maestri delle cerimonie, gli aiuti delle cerimonie e quattro araldi delle armi posti sotto l'autorità di un capitano. Con il gran maresciallo di palazzo, il gran maestro delle cerimonie contribuì a dare alla corte dell'Imperatore la dignità e lo splendore che Napoleone voleva per essa. 
Il gran maestro delle cerimonie aveva la missione di presentare gli ambasciatori, di elaborare piani per cerimonie pubbliche, solenni o ordinarie, per regolare i ranghi e la precedenza e presentarli all'Imperatore. Determinava i costumi, l'ordine e il numero di truppe delle processioni o delle scorte, i salve di artiglieria e ordinava i piani delle opere necessarie. Il giorno della cerimonia, la posizione del gran maestro delle cerimonie era in piedi vicino all'Imperatore. Si consultava con il gran cappellano per quanto riguardava le cerimonie religiose. Assicurava l'osservanza del cerimoniale, impartiva le istruzioni necessarie ai camerieri, indicava a ciascuno quale dovesse essere il proprio posto e introduceva, se necessario, i grandi corpi dello Stato o la loro delegazione. Quando l'Imperatore andava alla messa, il gran maestro lo precedeva nella sua marcia. 
Tra le cerimonie che il gran maestro dovette organizzare, appena nominato, vi furono l'incoronazione imperiale, la distribuzione delle aquile e delle decorazioni, matrimoni e battesimi principeschi, i solenni ricevimenti delle delegazioni di istituzioni come il Senato o il Corpo legislativo. 
I maestri delle cerimonie informavano i principi, gli ambasciatori o i ministri riguardo ai giorni e alle ore dell'udienza. Accompagnavano gli ambasciatori nelle vetture imperiali, così come negli appartamenti, precedevano il gran maestro quando camminava e rimanevano alla porta del gabinetto durante le udienze particolari dell'Imperatore. In assenza del gran maestro, lo sostituivano nelle sue funzioni. 
Gli assistenti delle cerimonie accompagnavano, precedendoli, i prestigiosi ospiti dell'Imperatore e supervisionano i lavori commissionati e l'osservazione delle forme prescritte dal cerimoniale. 
I messaggeri ufficiali dell'Imperatore, gli araldi d'armi, in abito cerimoniale completo, trasmettevano le leggi e i decreti dell'Imperatore al Senato e al Corpo legislativo, in collegamento con il Ministro Segretario di Stato. Nelle principali cerimonie precedevano le processioni e si trovavano ai piedi del trono imperiale. Erano responsabili dei proclami pubblici per eventi importanti e del giuramento nelle mani dell'Imperatore per coloro che lo dovevano prestare. Sul campo, con gli aiutanti di campo di Napoleone, erano responsabili della trasmissione dei messaggi dell'Imperatore al nemico. 
Il gran maestro di cerimonie era anche assistito da un segretario, che teneva in particolare i registri degli indirizzi e l'elenco delle persone in servizio ed ordina i moduli di invito; un disegnatore per costumi e ornamenti; un maestro che insegna a coloro che devono apparire nei ricevimenti, simmetria, ordine, distanza nei passi e nella dignità dei movimenti. 

### L'intendenza generale
L'insieme dei domini della Corona (palazzi, giardini, parchi e foreste, mobili) era gestita dall'intendente generale della casa dell'Imperatore, responsabile di tutte le questioni amministrative. Opere di ogni genere, abbellimenti e arredi erano sotto la sua responsabilità. In pratica, l'Imperatore decideva su un mobile, un oggetto, un dipinto o un arazzo e faceva sapere al gran maresciallo di palazzo che trasmetteva l'ordine all'intendente generale. 
L'intendente generale, Charles Pierre Claret de Fleurieu  dal 1804 al 1805, Pierre Daru dal 1805 al 1811 e Jean-Baptiste Nompère de Champagny dal 1811 fino a Cents-Jours, era assistito da un direttore di costruzione, un amministratore dei mobili da palazzo e amministratore delle foreste. 

### La tesoreria generale
Il tesoriere generale della Corona era assistito da un ispettore del tesoro, un agente di cambio e dieci pagatori del tesoro. Era responsabile dei pagamenti della casa. 

## Fondi
La casa dell'Imperatore fu dotata nel 1812 di quindici milioni (15.000.000) di franchi e di quasi 3.000 servitori. Tutte le spese erano finanziate dall'appannaggio di Napoleone, vale a dire i suoi fondi personali (25 milioni di franchi annuali pagati dal Tesoro pubblico). 
A causa del budget dedicato ad essa, il gran numero di personale che vi lavorava e la sua missione essenziale a sostegno dell'Imperatore, la casa dell'Imperatore costituiva una delle più potenti istituzioni imperiali come la Guardia imperiale o i ministeri principali. 